# Еміль Гельді
Еміль Август Гельді (нім. Émil August Goeldi; 1859-1917) — швейцарсько-бразильський натураліст та зоолог.

## Біографія
Гельді вивчав зоологію у Ернста Геккеля в Єні (Німеччина). У 1884 році директор бразильського Імперського національного музею Ладіслав де Соуза Мелло Нетто запросив його працювати в цій установі. Гельді прибув до Ріо-де-Жанейро в 1885 році, щоб працювати в Національному музеї (нині Національний музей Ріо-де-Жанейро). У травні 1890 року його було звільнено через політичні обставини, пов'язані з проголошенням республіки та вигнанням його основного благодійника імператора Педру II.
Тоді його запросив губернатор штату Пара Лауро Содре реорганізувати Музей природної історії та етнографії Пара в Белені, який був заснований у 1866 році. Гельді прибув 9 червня 1894 року в Белен. У його піонерській роботі Гельді допомагали кілька інших іноземних дослідників, таких як швейцарський ботанік Жак Губер (1867—1914), зоолог Емілі Снетляге (1868—1929), геологи Фрідріх Катцер (1861—1925) і Александер Карл фон Краатц-Кошлау (1867—1900), і Адольфо Дуке (1876—1959), ентомолог, етнограф і ботанік.
У 1905 році Еміль Гельді відмовився від своєї посади через погане здоров'я та повернувся до Швейцарії, де він помер у Берні в 1917 році у віці 58 років.

## Епоніми
На його честь названо:
- вид мавп Callimico goeldii;
- вид птахів Myrmeciza goeldii;
- види жаб Flectonotus goeldii, Megaelosia goeldii та Fritziana goeldii;
- види риб Trichomycterus goeldii, Cynopotamus goeldii, Duopalatinus goeldii, Hemiodus goeldii, Cheirocerus goeldii;
- види мурашок Acropyga goeldii, Camponotus goeldii, Azteca goeldii, Pachycondyla goeldii, Mycocepurus goeldii, Procryptocerus goeldii, Acanthoponera goeldii, Brachymyrmex goeldii, Dorymyrmex goeldii, Paratrechina goeldii, Megalomyrmex goeldii, Myrmelachista goeldii, Neivamyrmex goeldii, Solenopsis goeldii, Pheidole goeldii та Cephalotes goeldii;
- вид молей Protambulyx goeldii;
- вид мошок Simulium goeldii;
- вид мокриць Dubioniscus goeldii;
- вид павуків Metazygia goeldii;
- вид рослин Philodendron goeldii.